# Мадера

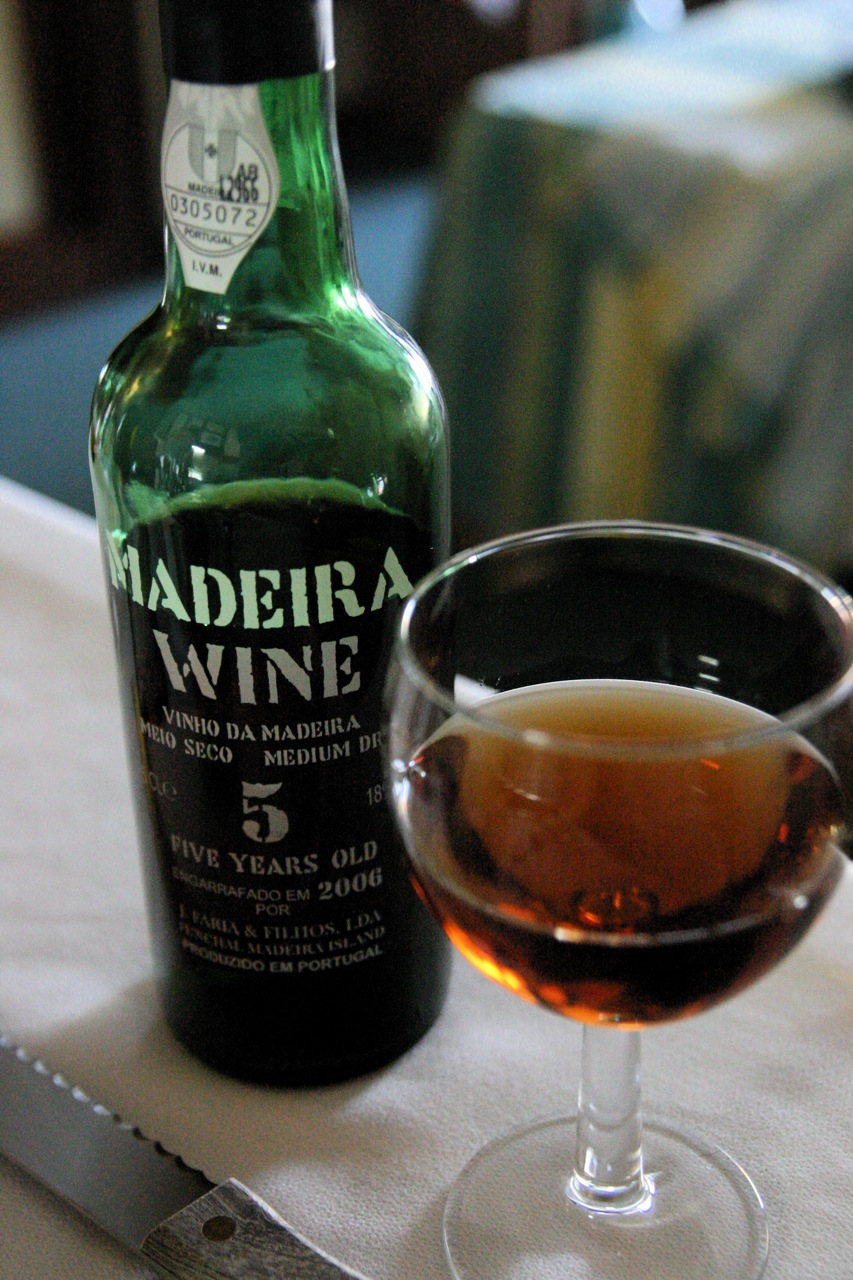
Колір мадери

Маде́ра, Маде́йра (порт. Vinho da Madeira) — спеціальне кріплене вино, що виробляється на однойменному архіпелазі островів Мадейра (автономному регіоні Португалії в Атлантичному океані). Належить до класу лікерних вин. Уміст алкоголю 17-22 %. Основна технологічна операція — термічне окиснення.
Назва вина контрольована за походженням, тому назва інших подібних вин іменем «Мадера» незаконна. Слово «Мадера» — походить від помилкової російської транскрипції, правильно — Мадейра[джерело?].

## Основні характеристики
Залежно від умісту цукру, мадеру розділяють на:
- суха мадера — порт. Seco Madeira
- напівсуха — порт. Meio Seco Madeira
- напівсолодка — порт. Meio Doce Madeira
- солодка, десертна — порт. Doce Madeira

Забарвлення мадери повинно бути кольору чаю, букет — яскравий, своєрідний, з «мадерним», дещо карамельним тоном. У мадери слабкий гіркуватий смак диму і хлібної скоринки, що гармонійно поєднується з присмаком спирту, невеликою терпкістю, повнотою та екстрактивністю. Найкращі напої мають характерний присмак смажених горіхів.
В Україні виробляють марочні вина на кшталт мадера — Мадера Масандра, Мадера Кримська; і ординарні — Мадера Українська, Мадера Таврида.

## Виробництво
Існує багато типів мадери, що відрізняються за вмістом спирту і цукру, кольором, характером, якістю. Це вино може бути сухим або солодким, з умістом цукру від 0,13-3,3 до 24 %, а спирту — від 17 до 21 %. Кислотність мадери становить 5 г/л. Витримуватись мадера може понад 20 років.
Після розчавлювання винограду мезгу повністю зброджують, а отримане вино спиртують до 18-20 % виноградним спиртом. Вина, що перебродили, зціджують і класифікують, а після цього зберігають у діжках максимум пів року в приміщеннях з температурою повітря 70 ºC.
Інший спосіб мадеризації полягає у витримуванні заброджених і спиртованих виноматеріалів улітку в неповних дубових діжках на сонячних майданчиках за температури 35-40 ºC упродовж 2-4 років.

## Найвідоміші марки
- ABSL (Artur de Barros e Sousa, Lda.)
- AO-SM (Anibal D'Oliveira aus Sao Martinho)
- Blandy's[1]
- Companhia Vinicola da Madeira
- Miles Madeira (MWC)
- D'Oliveira, Aníbal
- Royal Madeira Company (MWC)
- Rutherford & Miles (MWC)
- Vinhos Justino Henriques, Filhos, Lda./VJH
- Vinhos Barbeito Lda.Funchal